# Mary Morley Crapo
Mary Morley Crapo (Detroit, 8 luglio 1912 – 26 agosto 2003) è stata una scrittrice statunitense.

## Biografia
Frequentò il Vassar College di New York dove divenne amica della scrittrice Mary McCarthy. In seguito frequentò la Columbia University, dove intraprese il suo dottorato di ricerca in letteratura inglese. La tesi di dottorato si intitolò Drammaturgia per elisabettiani.

## Collezioni letterarie
Nel 1939 sposò Donald Hyde, un avvocato di New York. La coppia acquistò la teiera d'argento di Samuel Johnson nel 1941. Nel corso dei successivi 25 anni, divennero collezionisti accaniti dei beni di Johnson, tra cui centinaia di sue lettere, molti dei suoi diari e una raccolta di sue poesie.
Mary, in seguito, comprò Four Oaks Farm a Somerville, nel New Jersey, nel 1943. Qui comprarono terreni circostanti e aggiunsero una libreria per la proprietà, riempiendo la casa con la loro collezione di Samuel Johnson. Pubblicò le Thrales of Streatham Park in onore della Mrd Thrale che in precedenza aveva raccolto molte delle cose di Johnson.
Negli anni successivi, conobbe molte figure influenti, tra cui magnati, politici e aristocratici inglesi.

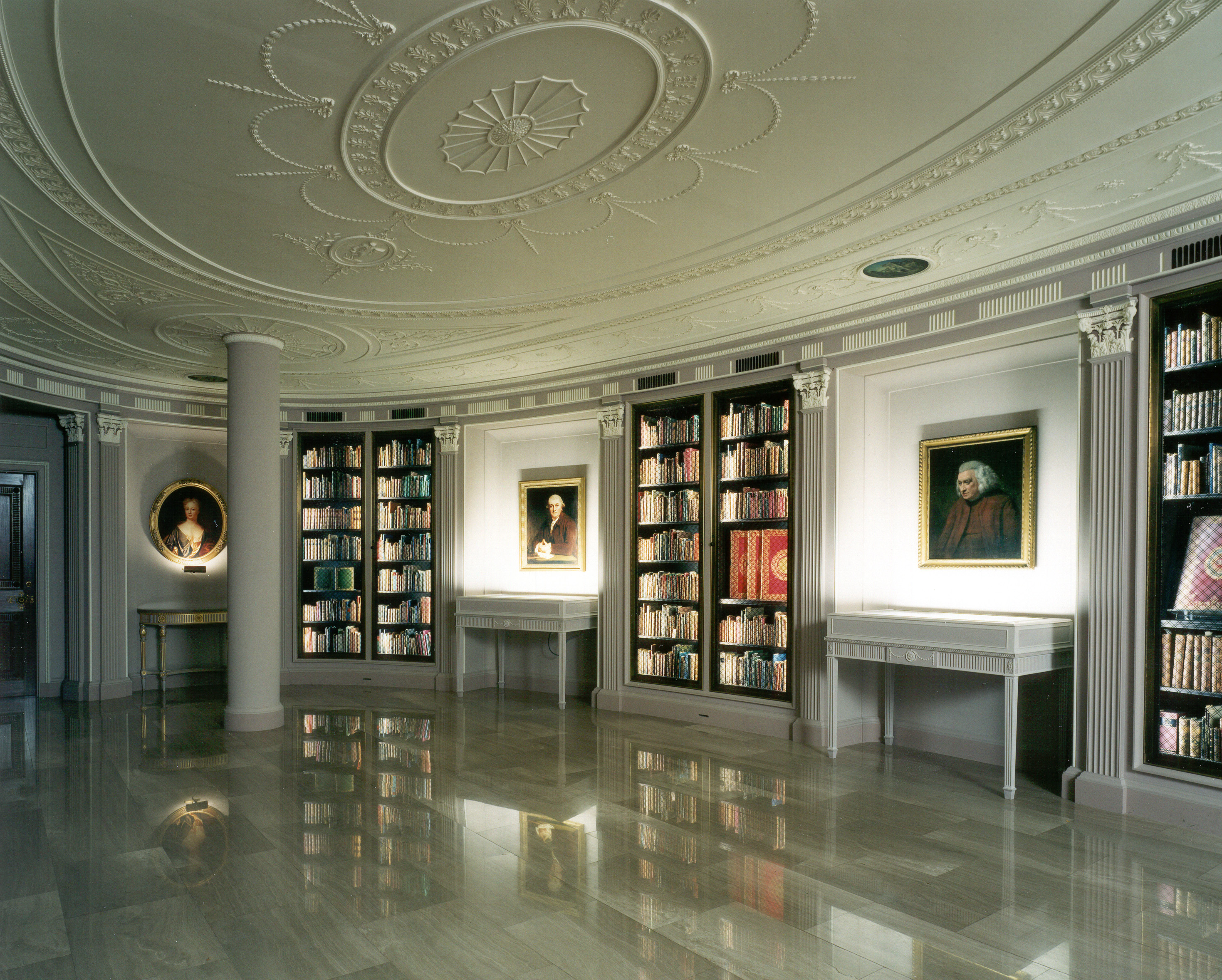
Biblioteca Houghton, Università di Harvard.

Donald Hyde morì nel 1966. Mary scrisse The Friendship Impossible, relativo a Mrs Thrale e James Boswell. Creò una collezione di Oscar Wilde che era seconda per dimensioni solo a quella della University of California. Donò questa collezione alla British Library. La collezione su Samuel Johnson venne lasciato in eredità alla Biblioteca Houghton presso l'Università di Harvard.

## Eccles Centre
Nel 1984 sposò David Eccles, I visconte Eccles. Fondarono l'Eccles Centre for American Studies presso la British Library nel 1992.